# Vallei en Eem
Vallei en Eem was een waterschap in de Nederlandse provincies Gelderland en Utrecht. Het was het tweede waterschap met die naam. In 1989 werd het waterschap Vallei en Eem (I) gevormd uit de voormalige waterschappen De Eem, Grebbe en de Heiligenbergerbeek. In 1993 werd dat waterschap opgeheven en samengevoegd met het waterschap Gelderse Vallei tot het nieuwe waterschap Gelderse Vallei en Eem, wat in 1997 omgedoopt werd tot Vallei & Eem.
Waterschap Vallei en Eem fuseerde per 1 januari 2013  met Waterschap Veluwe in het waterschap Vallei en Veluwe. Op 1 januari 2012 werden de ambtelijke diensten van beide waterschappen al samengevoegd tot één organisatie. Vanaf maart 2012 was deze organisatie gehuisvest in het verbouwde kantoorpand van Waterschap Veluwe in Apeldoorn.
De archieven van Waterschap Vallei & Eem en diens rechtsvoorgangers werden tot eind 2014 beheerd door het Archief Eemland te Amersfoort. Eind 2014 zijn de archieven overgebracht naar het Gelders Archief in Arnhem en daar te raadplegen.